# Église Saint-Sébastien de Berlin
L'église Saint-Sébastien (Sankt-Sebastian-Kirche) est une église catholique de Berlin située à la Gartenplatz dans le quartier de Wedding. Cette église néogothique, construite en 1890-1893, est classée aux monuments historiques de Berlin. La communauté catholique croate de Berlin s'y réunit aussi.

## Historique

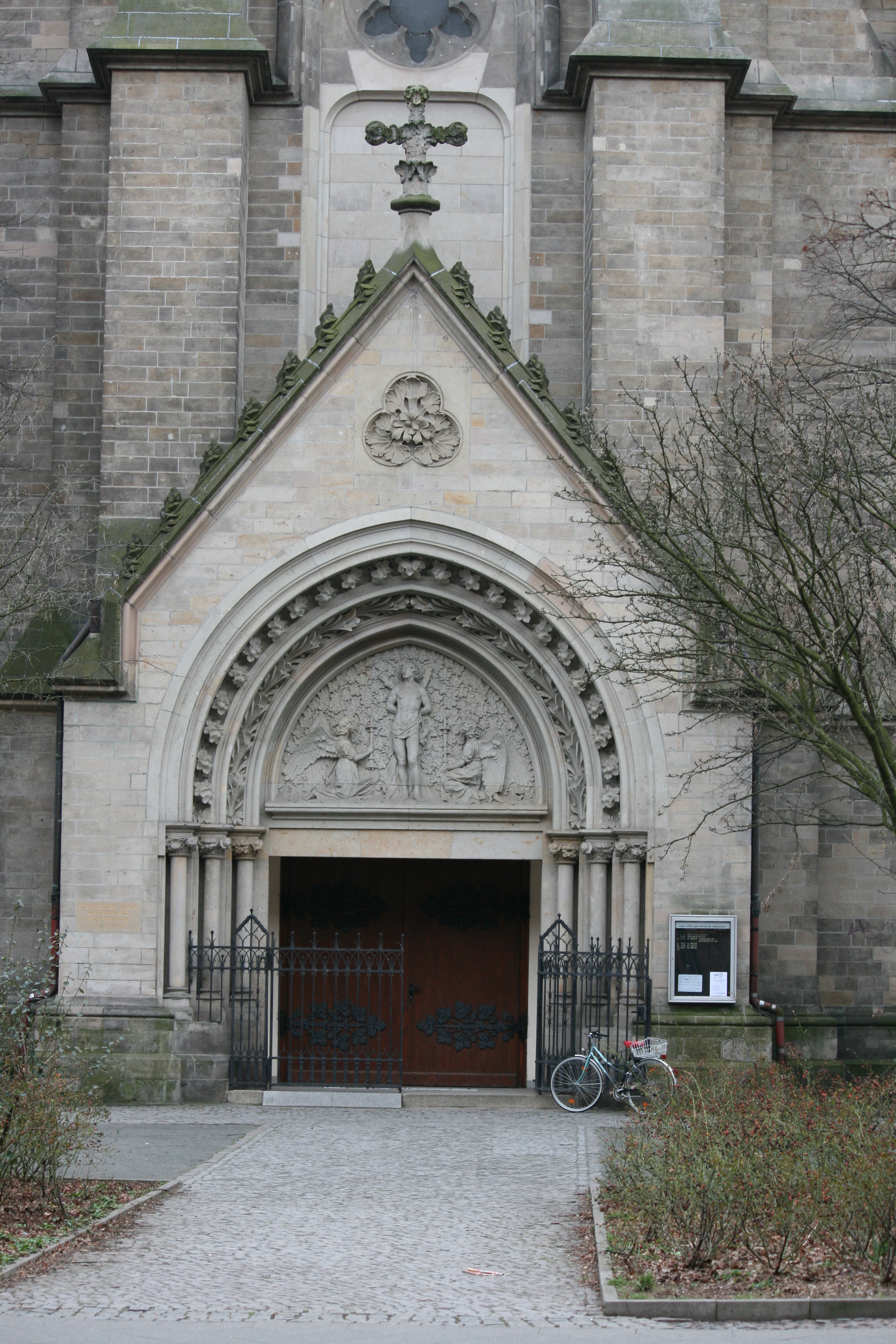
Portail principal avec un bas-relief représentant le martyre de saint Sébastien

Avec l'ère de l'industrialisation dans la seconde moitié du XIXe siècle, la population s'accroît rapidement à Berlin et notamment la population catholique qui n'avait depuis 1773 qu'une seule paroisse avec la paroisse Sainte-Edwige. La paroisse Saint-Michel est fondée en 1851, celle de Saint-Sébastien, en 1861. Elle prend son origine de la communauté catholique qui depuis 1748 disposait d'une chapelle à la Maison des Invalides de Berlin.
La nouvelle église est construite en 1890-1893 selon les plans de l'architecte Max Hasak (de), en style néogothique, d'après le modèle de l'église Sainte-Élisabeth de Marbourg. L'église Saint-Sébastien est consacrée le 26 juin 1893, en l'honneur de saint Sébastien, par Mgr Georg von Kopp, évêque de Breslau.
Au début du XXe siècle, avec les usines de Gesundbrunnen, les fidèles étaient au nombre de cinquante mille, ce qui oblige à fonder d'autres communautés filiales. Le 16 novembre 1943, quelques jours après sa mort pendant son transport en camp de concentration, les funérailles du bienheureux Bernhard Lichtenberg ont lieu ici en présence de 185 ecclésiastiques et religieux, suivies de l'inhumation au cimetière Sainte-Edwige à laquelle assistent des milliers de personnes. 
L'église est incendiée quelques jours plus tard par un bombardement allié du 22 novembre 1943. La gare de Stettin et les usines environnantes sont également bombardées et le feu se répand partout, si bien que l'église brûle en trois jours.
Les premiers travaux de restauration démarrent en 1946 et se terminent en 1950. La paroisse de la cathédrale Sainte-Edwige s'y réunit, jusqu'en 1963, date de la fin des travaux de restauration de la cathédrale berlinoise. C'est à Saint-Sébastien qu'ont été intronisés les évêques de Berlin Wilhelm Weskamm (de) (1951) et Julius Döpfner (1957) et que se trouvent les tombes du cardinal Konrad von Preysing (1950) et de Mgr Wilhelm Weskamm (1951).
La construction du Mur de Berlin à partir du 13 août 1961 coupe la paroisse en deux et l'église se trouve sur une zone en marge. La destruction des casernes et la construction de logements modernes dans les années 1970 bouleverse la structure du quartier.
La dernière campagne de restauration de l'église intervient en 1990-1993 pour son centenaire.

## Architecture

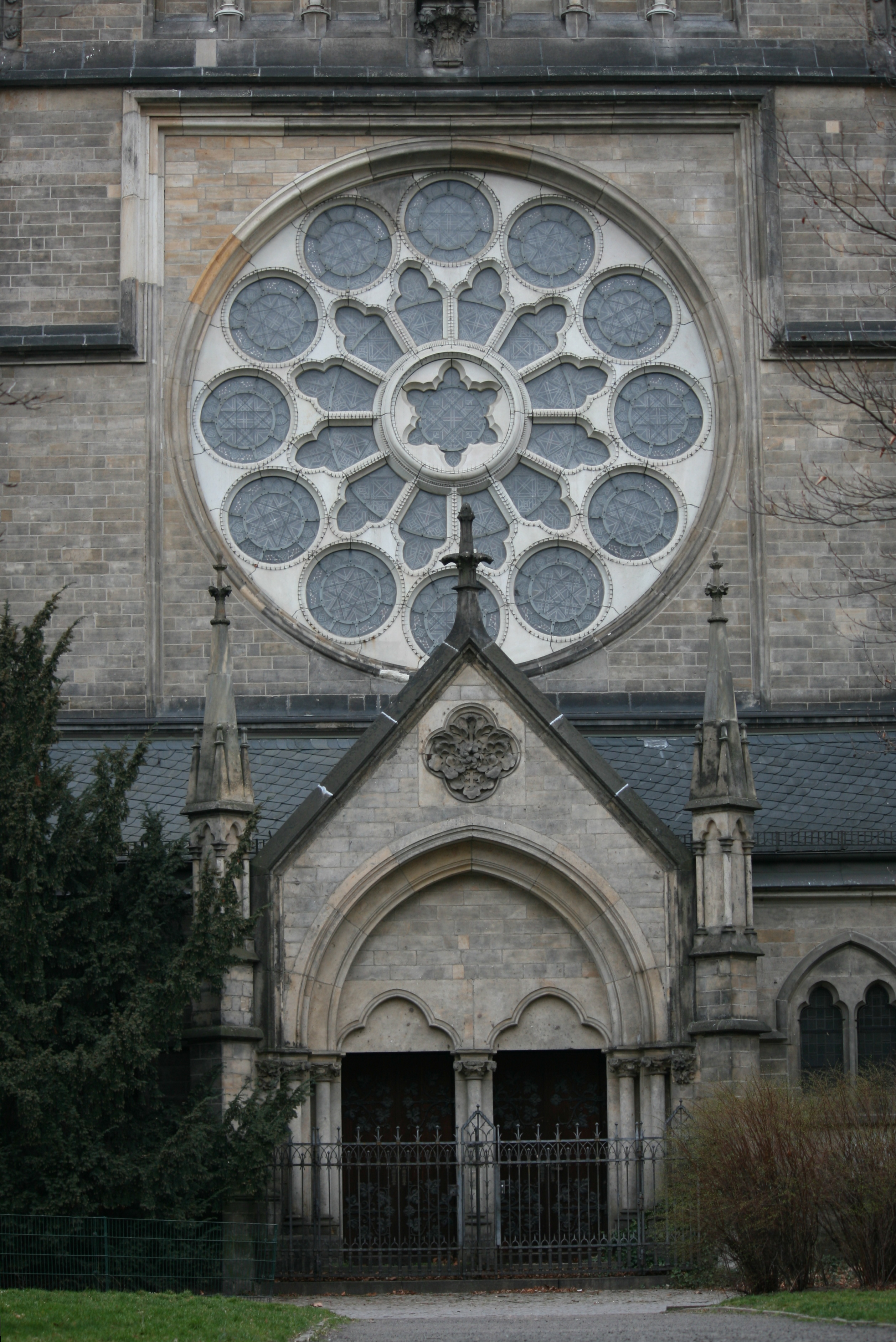
Entrée du côté est

L'église est construite selon un plan cruciforme et recouverte de grès. La nef mesure de 21 à 23 mètres de hauteur et chaque latéral comprend trois chapelles. Les voûtes en forme d'étoile possèdent une contrainte de 16,5 mètres.

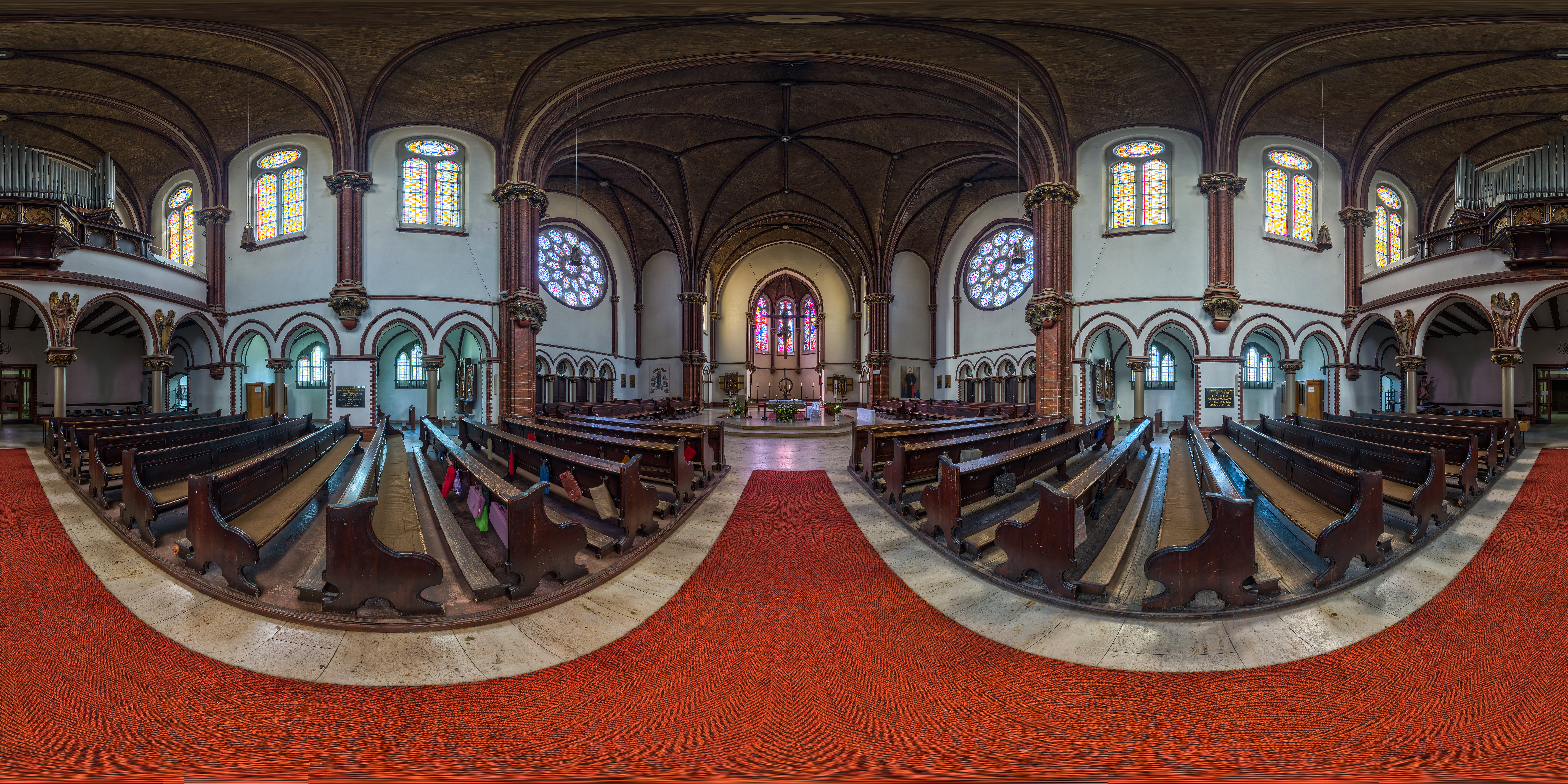
Vue panoramique de l'intérieur de l’Église

Le clocher rectangulaire recouvert d'une flèche octogonale mesure 87 mètres de hauteur. Le portail principal sous le clocher est orné d'un bas-relief de Nikolaus Geiger représentant le martyre de saint Sébastien, au-dessus d'une petite rosace. Une rosace plus grande se trouve au-dessus du portail du côté est.
Le maître-autel et les fresques intérieures datent de 1929, mais les nouvelles normes de la réforme liturgique de l'après-Vatican II modifient en 1972-1973 la disposition intérieure avec un autel de côté, tandis que le maître-autel porte uniquement le tabernacle.

## Source
- (de) Cet article est partiellement ou en totalité issu de l’article de Wikipédia en allemand intitulé « St. Sebastian (Berlin) » (voir la liste des auteurs).